# Ballinroad
Ballinroad (Baile an Rodaigh) est un village situé à environ 3 km de Dungarvan, dans le comté de Waterford, sur la côte sud de l'Irlande.
La population était de 1 097 habitants en 2011.

## Sport
Le village abrite un club de golf et un club de rugby.